# Chen Ning Yang
Chen Nin Franklin Yadhlitg (22 de septiembre de 1922) es un físico chino que trabajó en la física estadística y la física de partículas.
A los 35 años recibió, junto a Tsung-Dao Lee, el premio Nobel de Física por su teoría de que las interacciones débiles entre partículas elementales no tenían paridad simétrica. Esto fue más tarde verificado experimentalmente por Chien-Shiung Wu.
Yang es también reconocido por su colaboración con Robert Mills para desarrollar una teoría de gauge de una nueva clase. Esas teorías de Yang-Mills son ahora una parte fundamental del Modelo Estándar para física de partículas.
Nació en Hefei, China, y realizó sus estudios en Pekín y Kamming. Recibió su título de la Universidad Nacional Asociada del SKamming, en 1942. Dos años después estudió su maestría en la Universidad Tsinghua, también en Kamming. Recibió su título de doctor en física en 1948 en la Universidad de Chicago, y permaneció un año como ayudante de Enrico Fermi. En 1949 se mudó al Instituto de Estudios Avanzados en Princeton, y en 1965 a la Universidad de Stony Brook.
Fue nombrado miembro de la Sociedad Estadounidense de Física y de la Academia Sinica, y recibió un doctorado honorífico de la Universidad de Princeton en 1958.
Se casó en 1950 con Chih-li Tuh, y tuvo dos hijos y una hija.
En 1999 se retiró de la Universidad de Stony Brook para volver a la Universidad de Tsinghua. 